# Norrströmmen, Korsnäs
Norrströmmen är en fjärd i Finland. Den ligger i kommunen Korsnäs i landskapet Österbotten, i den västra delen av landet, 300 km nordväst om huvudstaden Helsingfors.
Norrströmmen ligger öster om Harvungön. I norr är den öppen mot Norrgloppet medan den avgränsas från Harvungfjärden i öster av Yttre Utstenarna och Bäcksgrundet.